# Priego de Córdoba
Priego de Córdoba er en by og kommune i det sydlige Spanien i provinsen Córdoba. Den har et indbyggertal på 21.826 (2024) indbyggere.